# Grande Prêmio da África do Sul de 1985
Resultados do Grande Prêmio da África do Sul de Fórmula 1 realizado em Kyalami em 19 de outubro de 1985. Décima quinta etapa do campeonato, foi vencido pelo britânico Nigel Mansell, que subiu ao pódio junto a Keke Rosberg numa dobradinha da Williams-Honda, com Alain Prost em terceiro pela McLaren-TAG/Porsche.

## Resumo

### Breve histórico de Kyalami
O circuito de Kyalami estreou na Fórmula 1 em grande estilo, pois foi palco da primeira vitória mexicana na categoria, obra de Pedro Rodríguez, da Cooper, em 1967, sendo este o derradeiro triunfo da equipe fundada por Charles Cooper e seu filho, John Cooper. Depois vieram as últimas vitórias de Jim Clark (Lotus) em 1968 e Jack Brabham (por sua própria equipe) em 1970, além da primeira vitória de Mario Andretti (pilotando uma Ferrari) em 1971, mas em certos momentos a tragédia se impôs, como a morte de Peter Revson numa sessão de testes prévia à corrida de 1974 ou as mortes de Tom Pryce e do fiscal de pista, Frederik van Vuuren, de apenas 19 anos, em 1977. Na década seguinte, o Grande Prêmio da África do Sul foi tisnado pela guerra política entre a FISA de Jean-Marie Balestre e a FOCA controlada por Bernie Ecclestone. Graças a isso, a corrida de 1981 foi rebaixada a um evento extracampeonato e no ano seguinte aconteceu uma "greve de pilotos". Eternizado na história graças ao bicampeonato mundial de Nelson Piquet em 1983, Kyalami ainda seria o local do primeiro ponto na carreira de Ayrton Senna um ano depois, mas a prova sul-africana de 1985 foi eclipsada por fatos alheios ao automobilismo.

### Apartheid na ordem do dia
Alvo de crescentes protestos internacionais contra a segregação entre brancos e negros imposta pelo apartheid, o governo sul-africano decretou estado de emergência em 21 de julho de 1985 para conter a onda de violência que assola o país há mais de um ano, algo sem precedentes desde o Massacre de Sharpeville em 21 de março de 1960. A rigor, a polícia e as Forças Armadas poderão prender sem acusação ou julgamento, impor o toque de recolher e encerrar manifestações à força sob o risco de até dez anos de prisão para os detidos, sem que a imprensa divulgue o nome dos mesmos ou o governo seja condenado judicialmente. Indiferente ao que acontecia, o presidente Pieter Willem Botha rejeitou apelos pela extinção gradativa do apartheid e em 18 de outubro a tensão aumentou com a execução por enforcamento do poeta negro Benjamin Moloise, de 30 anos, pelo assassinato do policial negro Phillipus Selepe em 7 de novembro de 1982. Partidário do Congresso Nacional Africano, o condenado admitiu participação nesse caso, mas negou ser o assassino do policial, crime atribuído pelo CNA a outro membro da organização.
No interregno entre julho e outubro, Ligier e Renault atenderam ao governo francês e não compareceram à África do Sul, enquanto o Brasil pressionou Nelson Piquet e Ayrton Senna a não correrem, atendendo a um decreto do presidente José Sarney proibindo qualquer intercâmbio cultural, artístico ou desportivo com a África do Sul, ou a Namíbia, território ilegalmente ocupado pelo governo de Pretória, assim como a Suécia fez em relação a Stefan Johansson e a Finlândia com Keke Rosberg, mas esses, tal como os demais pilotos que compareceram ao evento, alegaram obrigações contratuais com suas respectivas equipes e patrocinadores. Quando o veredicto de Moloise foi cumprido, a Fórmula 1 já estava em solo sul-africano e nisso alguns gestos simbólicos vieram à tona no momento da prova: McLaren, Arrows e Haas Lola removeram as marcas dos patrocinadores principais de seus carros, enquanto a RAI, emissora estatal de TV, cancelou a exibição da corrida para a Itália.

### Somente vinte carros no grid
Vítima de um acidente nos treinos livres para o Grande Prêmio da Bélgica, o austríaco Niki Lauda lesionou o pulso e estava ausente das pistas desde então, regressando à luta em meio a um ambiente de tensão dada a situação político-social da África do Sul, uma desculpa ideal para as ausências da RAM (por falta de dinheiro) e Zakspeed (que desde o início das controvérsias a respeito da prova sul-africana não se dispunha a comparecer), reduzindo para vinte e um o número de carros no grid. Na quinta-feira, os bólidos da Williams, pilotados por Keke Rosberg e Nigel Mansell fizeram os melhores tempos deixando os brasileiros Nelson Piquet, da Brabham e Ayrton Senna, da Lotus, na fila seguinte. Outro bom resultado para o time de Colin Chapman foi o quinto posto de Elio de Angelis, mas nada pôde ofuscar o sexto lugar da Arrows de Thierry Boutsen, deixando atrás de si a Ferrari de Michele Alboreto e a McLaren de Niki Lauda. Nas declarações pós-treino, a expectativa dos corredores era a de melhorar o tempo na sessão oficial de sexta-feira.
Sob um tempo encoberto e mais frio que no dia anterior, vinte pilotos melhoraram suas marcas: Nigel Mansell confirmou a pole position, mas Nelson Piquet colocou sua Brabham entre as Williams de Mansell e Keke Rosberg, terceiro colocado ao fim do dia, com Ayrton Senna em quarto lugar. Na posição seguinte estava o suíço Marc Surer, cuja Brabham foi empurrada pelo vigoroso motor BMW, dividindo fila com Elio de Angelis, este adiante da Toleman de Teo Fabi, enquanto Niki Lauda e Alain Prost puseram os carros da McLaren à frente de Thierry Boutsen, o décimo colocado. O único piloto a não melhorar foi Michele Alboreto, décimo quinto colocado com a Ferrari. Foi a segunda pole position na carreira de Nigel Mansell, a primeira desde o Grande Prêmio de Dallas de 1984 com a Lotus e a primeira com a equipe Williams.
Quando o ronco dos motores cessou, pilotos e equipes pensavam a respeito do que fazer no sábado. Mas antes que os bólidos largassem, a equipe Haas anunciou que não participaria da corrida, pois o australiano Alan Jones, único piloto do time, estava indisposto por conta de uma virose, reduzindo a vinte os carros no grid. Um motivo justo, mas décadas depois a verdade surgiu: num protesto contra o apartheid os funcionários da Beatrice Foods ameaçavam entrar em greve nos Estados Unidos caso a logomarca da empresa fosse estampada pela Haas durante o Grande Prêmio da África do Sul. Não correr seria a solução ideal, contudo a escuderia fundada por Carl Haas e Teddy Mayer tinha um contrato a cumprir e rescindi-lo àquela altura poria em cheque a própria Fórmula 1. Ladino, Bernie Ecclestone chamou Alan Jones ao escritório e propôs ao campeão de 1980 que não corresse. Em troca o australiano recebeu uma quantia em dinheiro equivalente ao prêmio destinado ao vencedor da corrida em Kyalami. Feito o acordo, Jones "adoeceu" e nenhum contrato foi rompido.

### Williams vence com dobradinha
Nigel Mansell conservou o primeiro lugar após a largada trazendo Nelson Piquet atrás de si, enquanto Elio de Angelis e Ayrton Senna posicionaram-se adiante de Keke Rosberg (vítima de uma má largada, o finlandês caiu do segundo para o quinto lugar) e Niki Lauda fechava a zona de pontuação após a primeira volta, tristemente envolta numa nuvem de poeira, afinal Piercarlo Ghinzani prensou Riccardo Patrese na curva Crowthorne e como resultado, o italiano da Alfa Romeo chocou-se contra Eddie Cheever, seu companheiro de equipe. Quase ao mesmo tempo, a Osella de Huub Rothengatter para devido a um curto circuito e logo depois a Brabham de Marc Surer (terceiro colocado nos metros iniciais da porfia) arrasta-se pela pista até abandonar com o motor quebrado. Alheio a isso, Keke Rosberg acelera, supera os carros da Lotus e chega ao terceiro lugar, enquanto Alain Prost toma o sexto lugar de Niki Lauda. Outra escuderia limada da competição foi a Toleman, cujos motores deixaram Teo Fabi e Piercarlo Ghinzani pelo caminho.
Falho, o propulsor BMW permite que Rosberg ultrapasse Piquet no quinto giro, e assim a equipe Brabham encerra a sua participação na etapa sul-africana, enquanto o finlandês da Williams ascendeu ao segundo lugar. Em seu derradeiro ato de competitividade, Ayrton Senna ultrapassou Elio de Angelis, mas na volta oito o brasileiro da Lotus parou por causa do motor, sina idêntica à de Michele Alboreto no mesmo local, resultado que ratificou o vice-campeonato o italiano da Ferrari, enquanto o colérico Rosberg tomou o primeiro lugar de Mansell, mas para o azar do campeão mundial de 1982, seu carro liderou apenas uma volta antes de escorregar numa mancha de óleo deixada no asfalto por um dos tantos motores quebrados naquele sábado. Sem poder evitar o literal deslize, Rosberg rodou e foi parar na caixa de brita, enquanto Mansell controlou melhor sua Williams ao derrapar sobre o óleo reassumindo a liderança, já Rosberg voltou à pista todo sujo de terra, sendo obrigado a trocar os pneus e voltar em sexto lugar.
O segundo infortúnio de Keke Rosberg restituiu Nigel Mansell à liderança com os bólidos da McLare n vindo a seguir graças a uma manobra onde Alain Prost e Niki Lauda superaram Elio de Angelis com o francês ultrapassando o rival na Crowthorne obrigando o carro da Lotus a resvalar no óleo derramado na pista, manobra que propiciou o bote certeiro de Lauda. Seguido por Keke Rosberg, o italiano perdeu o quarto posto na volta dezessete. Quase ao mesmo tempo, Philippe Streiff escorregou no óleo na curva Clubhouse e atingiu a barreira de proteção, reduzindo a dez os carros presentes na pista, dos quais a Ferrari de Stefan Johansson ocupava o sexto lugar, situação inalterada até a subsequente rodada de pit stops depois de vinte e seis voltas.
Embora a troca de pneus fosse uma necessidade inadiável, os pilotos adiaram essa decisão até o último instante: Mansell detinha menos de um segundo em relação a Prost e o francês mal se sustentava adiante de Lauda, numa perseguição mútua entre as voltas vinte e oito e trinta e um, mas o austríaco foi vítima de uma parada lenta nos boxes graças a um pneu direito que teimava em não encaixar na roda. Com mais de quinze segundos de atraso, o tricampeão mundial voltou ao asfalto ainda em terceiro, mas distante de Mansell e Prost, os líderes da porfia, todavia o francês acumulou dezoito segundos de prejuízo quando o pneu traseiro esquerdo demorou a embutir na roda. Nesse momento a liderança de Mansell mantinha-se incólume com Lauda em segundo, Prost em terceiro e Rosberg em quarto na metade da corrida. Possesso, o finlandês corria sem temer as zebras, chegando a resvalar na brita por mais de uma vez e logo estava a meio segundo de Prost, seis de Lauda e trinta e seis de Mansell.
Nigel Mansell trocou os pneus após trinta e sete voltas e para a sua sorte regressou à competição ainda na liderança, mas sem Niki Lauda em seu encalço, pois o austríaco ficou pelo caminho graças a um defeito no turbo, deixando Alain Prost na vice-liderança entre meio segundo e um segundo atrás de Mansell, embora Keke Rosberg perseguisse o piloto da McLaren com tenacidade até ser forçado a um novo pit stop na volta quarenta e oito. Esta decisão acabou por salvar a corrida do tédio, afinal, se a distância entre os líderes variava somente em função de algum retardatário, Rosberg voltou dos boxes descontando dois segundos por volta em relação aos ponteiros, enquanto Prost reduziu a potência de seu turbo a fim de continuar na pista. A essa altura somente sete carros estavam na ativa, pois a Minardi de Pierluigi Martini fundiu o radiador na volta quarenta e cinco e a Lotus de Elio de Angelis quebrou o motor na volta cinquenta e dois.
Quando regressou aos boxes, Elio de Angelis foi tirar satisfações com Ayrton Senna a respeito da ultrapassagem feita pelo brasileiro: para o italiano uma manobra arriscada por conta dele e Senna serem companheiros de equipe, mas as imagens da televisão mostram uma ultrapassagem habitual onde os carros, embora a centímetros um do outro, não se tocaram. Percebendo o estado colérico de Elio de Angelis, o pessoal da Lotus interviu para evitar as vias de fato. Enquanto os ânimos serenam nos boxes, a situação na pista revela que a diferença entre Mansell e Prost aumenta à medida que o rendimento do francês cai e a quantidade de segundos aumenta em relação ao líder, passando de dois e meio na volta sessenta para mais de oito na septuagésima passagem. Em sentido contrário, Rosberg assume a vice-liderança na volta setenta e um ao superar ao campeão de 1985 na parte externa da curva Sunset. Ciente de que nada tinha a perder, Keke Rosberg exige tudo de seu equipamento e sai à caça de Mansell com tanto furor que põe duas rodas na terra à altura da Barbeque e mesmo assim continua acelerando.
Acossado, Nigel Mansell manteve-se na pista sem cometer erros e cruzou a linha de chegada quase oito segundos à frente de Keke Rosberg e uma volta adiante da McLaren de Alain Prost. Com seus pilotos em primeiro e segundo lugares, a Williams alcançou a sexta dobradinha de sua história, a primeira desde o Grande Prêmio do Brasil de 1981. Além dos que subiram ao pódio, a zona de pontuação contou com a Ferrari de Stefan Johansson e os pilotos da Arrows, Gerhard Berger e Thierry Boutsen. Com esses resultados, o campeão mundial Alain Prost chegou aos 73 pontos, enquanto Michele Alboreto assegurou o vice-campeonato com os mesmos 53 pontos que possuía anteriormente. Na disputa interna da Lotus, Ayrton Senna conservava uma pequena vantagem sobre Elio de Angelis (38 a 33), enquanto Nigel Mansell subiu para 31 pontos. Quanto ao mundial de construtores, a McLaren soma 90 pontos contra 80 da Ferrari a uma prova do fim do campeonato.

### Fora do calendário até 1992
Em 23 de outubro de 1985, a FISA e a FIA anunciaram a exclusão da África do Sul do calendário de 1986, substituindo-o pelo Grande Prêmio da Argentina. Segundo Jean-Marie Balestre, "A corrida sul-africana não oferece mais as garantias necessárias para figurar no mundial de 1986. Esse não era o caso do ano passado, quando estabelecemos o calendário para 1985". A rigor, o cartola francês teve uma postura ambivalente em relação à corrida sul-africana, pois embora tenha elogiado a participação dos pilotos na mesma, não compareceu ao evento. "Decidi não ir a Kyalami por considerar uma provocação a execução de Benjamin Moloise. Não quis que minha presença na África do Sul fosse interpretada como um aval político".
Esta foi a última corrida disputada num sábado até o Grande Prêmio de Las Vegas de 2023. Quanto à África do Sul, esta retornou à Fórmula 1 apenas em 1992, despedindo-se da categoria no ano seguinte

## Classificação da prova

### Treinos
Nigel Mansell assegurou a pole position com média de 236.898 km/h (147.201 mph).
| Pos.    | Nº | Piloto             | Construtor             | Q1       | Q2       | Dif.    |
| ------- | -- | ------------------ | ---------------------- | -------- | -------- | ------- |
| 1       | 5  | Nigel Mansell      | Williams-Honda         | 1:03.188 | 1:02.366 | —       |
| 2       | 7  | Nelson Piquet      | Brabham-BMW            | 1:03.844 | 1:02.490 | + 0.124 |
| 3       | 6  | Keke Rosberg       | Williams-Honda         | 1:03.073 | 1:02.504 | + 0.138 |
| 4       | 12 | Ayrton Senna       | Lotus-Renault          | 1:04.517 | 1:02.825 | + 0.459 |
| 5       | 8  | Marc Surer         | Brabham-BMW            | 1:05.411 | 1:04.088 | + 1.722 |
| 6       | 11 | Elio de Angelis    | Lotus-Renault          | 1:04.611 | 1:04.129 | + 1.763 |
| 7       | 19 | Teo Fabi           | Toleman-Hart           | 1:06.083 | 1:04.215 | + 1.849 |
| 8       | 1  | Niki Lauda         | McLaren-TAG/Porsche    | 1:05.357 | 1:04.283 | + 1.917 |
| 9       | 2  | Alain Prost        | McLaren-TAG/Porsche    | 1:05.757 | 1:04.376 | + 2.010 |
| 10      | 18 | Thierry Boutsen    | Arrows-BMW             | 1:05.079 | 1:04.518 | + 2.152 |
| 11      | 17 | Gerhard Berger     | Arrows-BMW             | 1:06.546 | 1:04.780 | + 2.414 |
| 12      | 22 | Riccardo Patrese   | Alfa Romeo             | 1:06.386 | 1:04.948 | + 2.582 |
| 13      | 20 | Piercarlo Ghinzani | Toleman-Hart           | 1:07.800 | 1:05.114 | + 2.748 |
| 14      | 23 | Eddie Cheever      | Alfa Romeo             | 1:07.159 | 1:05.260 | + 2.894 |
| 15      | 27 | Michele Alboreto   | Ferrari                | 1:05.268 | 1:05.757 | + 2.902 |
| 16      | 28 | Stefan Johansson   | Ferrari                | 1:05.406 | 1:05.388 | + 3.022 |
| 17      | 3  | Martin Brundle     | Tyrrell-Renault        | 1:06.709 | 1:05.649 | + 3.283 |
| DNS     | 33 | Alan Jones         | Haas Lola-Hart         | 1:07.144 | 1:05.731 | + 3.365 |
| 18      | 4  | Philippe Streiff   | Tyrrell-Renault        | 1:07.935 | 1:06.205 | + 3.839 |
| 19      | 29 | Pierluigi Martini  | Minardi-Motori Moderni | 1:10.025 | 1:08.658 | + 6.292 |
| 20      | 24 | Huub Rothengatter  | Osella-Alfa Romeo      | 1:09.904 | 1:09.873 | + 7.507 |
| Fontes: |    |                    |                        |          |          |         |

### Corrida
| Pos.    | Nº | Piloto             | Construtor             | Voltas | Tempo/Diferença   | Grid | Pontos |
| ------- | -- | ------------------ | ---------------------- | ------ | ----------------- | ---- | ------ |
| 1       | 5  | Nigel Mansell      | Williams-Honda         | 75     | 1:28:22.866       | 1    | 9      |
| 2       | 6  | Keke Rosberg       | Williams-Honda         | 75     | + 7.572           | 3    | 6      |
| 3       | 2  | Alain Prost        | McLaren-TAG/Porsche    | 74     | + 1 volta         | 9    | 4      |
| 4       | 28 | Stefan Johansson   | Ferrari                | 74     | + 1 volta         | 16   | 3      |
| 5       | 17 | Gerhard Berger     | Arrows-BMW             | 74     | + 1 volta         | 11   | 2      |
| 6       | 18 | Thierry Boutsen    | Arrows-BMW             | 74     | + 1 volta         | 10   | 1      |
| 7       | 3  | Martin Brundle     | Tyrrell-Renault        | 73     | + 2 voltas        | 17   |        |
| Ret     | 11 | Elio de Angelis    | Lotus-Renault          | 52     | Motor             | 6    |        |
| Ret     | 29 | Pierluigi Martini  | Minardi-Motori Moderni | 45     | Radiador          | 19   |        |
| Ret     | 1  | Niki Lauda         | McLaren-TAG/Porsche    | 37     | Turbo             | 8    |        |
| Ret     | 4  | Philippe Streiff   | Tyrrell-Renault        | 16     | Acidente          | 18   |        |
| Ret     | 12 | Ayrton Senna       | Lotus-Renault          | 8      | Motor             | 4    |        |
| Ret     | 27 | Michele Alboreto   | Ferrari                | 8      | Turbo             | 15   |        |
| Ret     | 7  | Nelson Piquet      | Brabham-BMW            | 6      | Motor             | 2    |        |
| Ret     | 20 | Piercarlo Ghinzani | Toleman-Hart           | 4      | Motor             | 13   |        |
| Ret     | 19 | Teo Fabi           | Toleman-Hart           | 3      | Motor             | 7    |        |
| Ret     | 8  | Marc Surer         | Brabham-BMW            | 3      | Motor             | 5    |        |
| Ret     | 24 | Huub Rothengatter  | Osella-Alfa Romeo      | 1      | Pane elétrica     | 20   |        |
| Ret     | 22 | Riccardo Patrese   | Alfa Romeo             | 0      | Acidente          | 12   |        |
| Ret     | 23 | Eddie Cheever      | Alfa Romeo             | 0      | Acidente          | 14   |        |
| DNS     | 33 | Alan Jones         | Haas Lola-Hart         |        | Piloto indisposto |      |        |
| Fontes: |    |                    |                        |        |                   |      |        |

## Tabela do campeonato após a corrida
| Pos.    | Piloto           | Pontos |
| ------- | ---------------- | ------ |
| 1       | Alain Prost      | 73     |
| 2       | Michele Alboreto | 53     |
| 3       | Ayrton Senna     | 38     |
| 4       | Elio de Angelis  | 33     |
| 5       | Nigel Mansell    | 31     |
| Fontes: |                  |        |

| Pos.    | Construtor          | Pontos |
| ------- | ------------------- | ------ |
| 1       | McLaren-TAG/Porsche | 90     |
| 2       | Ferrari             | 80     |
| 3       | Lotus-Renault       | 71     |
| 4       | Williams-Honda      | 62     |
| 5       | Brabham-BMW         | 26     |
| Fontes: |                     |        |

- Nota: Somente as primeiras cinco posições estão listadas e o campeão mundial de pilotos surge grafado em negrito. Entre 1981 e 1990 cada piloto podia computar onze resultados válidos por temporada não havendo descartes no mundial de construtores.